# The Joneses Have Amateur Theatricals
The Joneses Have Amateur Theatricals è un cortometraggio muto del 1909 diretto da David W. Griffith che aveva come interpreti John R. Cumpson, Florence Lawrence, Linda Arvidson.

## Produzione
Il film fu prodotto dall'American Mutoscope & Biograph.

## Distribuzione
Il copyright del film, richiesto dalla American Mutoscope and Biograph Co., fu registrato il 13 febbraio 1909 con il numero H122929.
Distribuito negli Stati Uniti dall'American Mutoscope & Biograph, il film uscì nelle sale il 18 febbraio 1909. Nelle proiezioni, veniva programmato con il sistema dello split reel, accorpato in un'unica bobina con un altro cortometraggio prodotto dalla Biograph diretto da Griffith, The Hindoo Dagger.
La Grapevine distribuì il film in VHS, riversato poi in DVD nel 2005.